# All Kinds of Everything
"All kinds of everything" (tradução portuguesa: "Todas as espécies de coisas") foi a canção vencedora do Festival Eurovisão da Canção 1970, interpretada em inglês pela cantora Dana. Essa foi a 12ª e última canção na noite do evento. Após a música, tivemos a alemã Wunder gibt es immer wieder, interpretada por Katja Ebstein. Terminou a competição em primeiro lugar, tendo recebido um total de 32 pontos. A Irlanda decidiu não enviar o seu próprio orquestrador para acompanhar Dana, portanto foi Dolf van der Linden, o líder da Orquestra Metropolitana neerlandesa que dirigiu a canção da Irlanda. A canção alcançou o nº 1 do top irlandês e aí esteve durante nove semanas. 

## Autores
- Letra: e música:  Derry Lindsay e Jackie Smith
- Orquestrador: Dolf van der Linden

## Letra
A canção é uma balada, na qual Dana canta sobre todas as coisas que a fazem lembrar do seu amante, com ela a admitir no fim que "todas as espécies de coisas que me fazem lembrar de ti"